# Список премьер-министров Южной Африки
Список премьер-министров Южной Африки включает лиц, являвшихся главой правительства Южно-Африканского Союза (1910—1961) и Южно-Африканской Республики после её провозглашения в 1961 году, до упразднения поста премьер-министра в 1984 году.
Премьер-министр (англ. Prime Minister of South Africa, африк. Eerste Minister van Suid-Afrika, с 1961 года —  англ. Prime Minister of the Republic of South Africa, африк. Eerste Minister van die Republiek van Suid-Afrika) являлся лидером партии, имевшей большинство в Национальной ассамблее (нижней палате парламента). Этот пост являлся самой влиятельной конституционной должностью страны как в период монархии, так и после провозглашения республики, осуществляя исполнительные полномочия, при этом генерал-губернатор как представитель правящего монарха, и государственный президент как глава государства, имели ограниченные церемониальные полномочия.
Вступивший в силу 31 мая 1910 года и включавший в себя основы конституционного устройства Закон о Южной Африке указывал английский и нидерландский в качестве официальных языков Южно-Африканского Союза. Существовавшие разночтения о том, относится ли официальный статус к языку африкаанс как разновидности голландского, были устранены Законом об официальных языках Союза, вступившим в силу 27 мая 1925 года, но ретроспективно распространённым на весь период с создания ЮСА в 1910 году, установившим, что слово «нидерландский», встречающееся в Законе о Южной Африке, включает в себя африкаанс. Оформивший создание республики Закон о конституции, вступивший в силу 31 мая 1961 года, напротив, установил, что слово «африкаанс» в любых официальных документах включает в себя и нидерландский язык. Написание личных имён на этих языках, использующих латинскую графику, сходно, и показано как африкаанс.
Применённая в первом столбце таблиц нумерация является условной. Также условным является использование в первых столбцах цветовой заливки, служащей для упрощения восприятия принадлежности лиц к различным политическим силам без необходимости обращения к столбцу, отражающему партийную принадлежность. В столбце «Выборы» отражены состоявшиеся выборные процедуры, сформировавшие состав парламента, поддерживающий главу правительства.

## Южно-Африканский Союз (1910—1961)
Первоначально Южно-Африканский Союз (ЮАС, англ. Union of South Africa, нидерл. Unie van Zuid-Afrika, африк. Unie van Suid-Afrika) являлся колониальной федерацией четырёх британских владений, которая была учреждена Законом о Южной Африке, вступившим в силу 31 мая 1910 года и включавшим в себя основы конституционного устройства союза. Монархами Южной Африки являлись лица, занимающие престол Соединённого королевства.
Принятый 11 декабря 1931 года Парламентом Соединённого королевства Вестминстерский статут применялся к ЮАС без ратификации парламентом ЮАС, предоставляя Южной Африке суверенитет непосредственно (в отличие от Австралии и Новой Зеландии), однако в 1934 году её парламентом был принят специальный Закон о статусе Союза, формально включивший Вестминстерский статут в законодательство ЮАС и отменивший оставшиеся полномочия британского парламента издавать законы для Южной Африки, что имело символическое значение.
На состоявшемся 5 октября 1960 года по инициативе премьер-министра Хендрика Фервурда референдуме, проведённом среди белого населения страны, было поддержано преобразование Союза в республику, произошедшее 31 мая 1961 года.
|                 | Портрет             | Имя (годы жизни)                                                           | Полномочия                                                                      | Полномочия                                                                                              | Партия                                                                | Выборы          | Кабинет       | Пр.           |
| Начало          | Портрет             | Имя (годы жизни)                                                           | Окончание                                                                       | | Партия                                                                | Выборы          | Кабинет       | Пр.           |
| --------------- | ------------------- | -------------------------------------------------------------------------- | ------------------------------------------------------------------------------- | --- | --------------------------------------------------------------------- | --------------- | ------------- | ------------- |
| 1 (I—III)       |                     | Луис Бота (1862—1919) африк. Louis Botha                                   | 31 мая 1910                                                                     | 15 сентября 1910                                                                                        | Народ                                                                 | [ комм. 5 ]     | [ комм. 6 ]   | [ 12 ] [ 13 ] |
| 1 (I—III)       | 15 сентября 1910    | Луис Бота (1862—1919) африк. Louis Botha                                   | 20 октября 1915                                                                 | Народ в коалиции с Союзом африканеров, Южно-Африканской партией и Оранжевым объединением                | 1910                                                                  | Л. Бота (I)     |               | [ 12 ] [ 13 ] |
|                 | 15 сентября 1910    | Луис Бота (1862—1919) африк. Louis Botha                                   | 20 октября 1915                                                                 | Южно-Африканская партия                                                                                 | 1910                                                                  | Л. Бота (I)     |               | [ 12 ] [ 13 ] |
| 20 октября 1915 | 27 августа 1919     | Луис Бота (1862—1919) африк. Louis Botha                                   | 1915                                                                            | Л. Бота (II)                                                                                            |                                                                       |                 |               | [ 12 ] [ 13 ] |
| 2 (I—III)       |                     | Ян Христиан Смэтс (1870—1950) африк. Jan Christian Smuts                   | 1915                                                                            | Л. Бота (II)                                                                                            | 27 августа 1919                                                       | 20 марта 1920   | [ 14 ] [ 15 ] |               |
| 2 (I—III)       | 20 марта 1920       | Ян Христиан Смэтс (1870—1950) африк. Jan Christian Smuts                   | 8 февраля 1921                                                                  | 1920 | Смэтс (I)                                                             |                 | [ 14 ] [ 15 ] |               |
| 2 (I—III)       | 8 февраля 1921      | Ян Христиан Смэтс (1870—1950) африк. Jan Christian Smuts                   | 19 июня 1924                                                                    | 1921 | Смэтс (II)                                                            |                 | [ 14 ] [ 15 ] |               |
| 3 (I—IV)        |                     | Джеймс Барри Мунник Герцог (1866—1942) африк. James Barry Munnik Hertzog   | 19 июня 1924                                                                    | 14 июня 1929                                                                                            | Национальная партия в коалиции с Лейбористской партией                | 1924            | Герцог (I)    | [ 16 ] [ 17 ] |
| 3 (I—IV)        | 14 июня 1929        | Джеймс Барри Мунник Герцог (1866—1942) африк. James Barry Munnik Hertzog   | 17 мая 1933                                                                     | 1929 | Национальная партия в коалиции с Лейбористской партией                | Герцог (II)     |               | [ 16 ] [ 17 ] |
| 3 (I—IV)        | 17 мая 1933         | Джеймс Барри Мунник Герцог (1866—1942) африк. James Barry Munnik Hertzog   | 18 мая 1938                                                                     | Национальная партия в коалиции с Южно-Африканской партией                                               | 1933                                                                  | Герцог (III)    |               | [ 16 ] [ 17 ] |
|                 | 17 мая 1933         | Джеймс Барри Мунник Герцог (1866—1942) африк. James Barry Munnik Hertzog   | 18 мая 1938                                                                     | Объединённая национальная Южноафриканская партия                                                        | 1933                                                                  | Герцог (III)    |               | [ 16 ] [ 17 ] |
| 18 мая 1938     | 5 сентября 1939     | Джеймс Барри Мунник Герцог (1866—1942) африк. James Barry Munnik Hertzog   | Объединённая национальная Южноафриканская партия в коалиции с Партией Доминиона | 1938 | Герцог (IV)                                                           |                 |               | [ 16 ] [ 17 ] |
| 3 (III—IV)      |                     | Ян Христиан Смэтс (1870—1950) африк. Jan Christian Smuts                   | Объединённая национальная Южноафриканская партия в коалиции с Партией Доминиона | 1938 | Герцог (IV)                                                           | 5 сентября 1939 | 17 июля 1943  | [ 14 ] [ 15 ] |
| 3 (III—IV)      | 17 июля 1943        | Ян Христиан Смэтс (1870—1950) африк. Jan Christian Smuts                   | 4 июня 1948                                                                     | Объединённая национальная Южноафриканская партия в коалиции с Партией Доминиона и Лейбористской партией | 1943                                                                  | Смэтс (III)     |               | [ 14 ] [ 15 ] |
| 4 (I—II)        |                     | Даниель Франсуа Малан (1874—1959) африк. Daniël François Malan             | 4 июня 1948                                                                     | 15 апреля 1953                                                                                          | Воссоединённая национальная партия в коалиции с Африканерской партией | 1948            | Малан (I)     | [ 18 ] [ 19 ] |
|                 | Национальная партия | Даниель Франсуа Малан (1874—1959) африк. Daniël François Malan             | 4 июня 1948                                                                     | 15 апреля 1953                                                                                          |                                                                       | 1948            | Малан (I)     | [ 18 ] [ 19 ] |
| 15 апреля 1953  | 30 ноября 1954      | Даниель Франсуа Малан (1874—1959) африк. Daniël François Malan             | 1953                                                                            | Малан (II)                                                                                              |                                                                       |                 |               | [ 18 ] [ 19 ] |
| 5 (I—II)        |                     | Йоханнес Герхардус Стрейдом (1893—1958) африк. Johannes Gerhardus Strijdom | 1953                                                                            | Малан (II)                                                                                              | 30 ноября 1954                                                        | 16 апреля 1958  | [ 20 ] [ 21 ] |               |
| 5 (I—II)        | 16 апреля 1958      | Йоханнес Герхардус Стрейдом (1893—1958) африк. Johannes Gerhardus Strijdom | 24 августа 1958                                                                 | 1958 | Стрейдом                                                              |                 | [ 20 ] [ 21 ] |               |
| и. о.           |                     | Чарльз Роббертс Сварт (1894—1982) африк. Charles Robberts Swart            | 24 августа 1958                                                                 | 1958 | Стрейдом                                                              | 3 сентября 1958 | [ 22 ] [ 23 ] |               |
| 6 (I)           |                     | Хендрик Френс Фервурд (1901—1966) африк. Hendrik Frensch Verwoerd          | 3 сентября 1958                                                                 | 1958 | Стрейдом                                                              | 31 мая 1961     | [ 24 ] [ 25 ] |               |

## Южно-Африканская Республика (1961—1984)
На состоявшемся 5 октября 1960 года по инициативе премьер-министра Хендрика Фервурда референдуме, проведённого среди белого населения страны, было поддержано преобразование Южно-Африканского Союза в республику, произошедшее 31 мая 1961 года. Закон о конституции, принятый 25 апреля и вступивший в силу 31 мая 1961 года, преобразовал страну в Южно-Африканскую Республику, заместив в государственной системе институт монарха институтом церемониального государственного президента (англ. State President of the Republic of South Africa, африк. Staatspresident van die Republiek van Suid-Afrika), избираемого на семилетний срок двухпалатным парламентом. В целом государственная система не претерпела существенных изменений, полномочия премьер-министра в системе исполнительной власти, были сохранены, однако снимались всякие ограничения политики апартеида, вытекающие из утраченной принадлежности к Содружеству наций.
Закон о конституции, принятый 23 сентября и одобренный на состоявшемся 2 ноября 1983 года референдуме, вступил в силу 3 сентября 1984 года, передав государственному президенту полноту исполнительных полномочий с ликвидацией поста премьер-министра. В соответствии с реформой по приданию посту государственного президента исполнительных полномочий в этот день подал в отставку государственный президент Маре Фильюн, и до своего избрания 14 сентября 1984 года на пост с объединёнными полномочиями исполнение обязанностей главы государства нёс последний премьер-министр Питер Бота.
|           | Портрет        | Имя (годы жизни)                                                          | Полномочия       | Полномочия     | Партия              | Выборы         | Кабинет          | Пр.           |
| Начало    | Портрет        | Имя (годы жизни)                                                          | Окончание        |                | Партия              | Выборы         | Кабинет          | Пр.           |
| --------- | -------------- | ------------------------------------------------------------------------- | ---------------- | -------------- | ------------------- | -------------- | ---------------- | ------------- |
| 6 (I—III) |                | Хендрик Френс Фервурд (1901—1966) африк. Hendrik Frensch Verwoerd         | 31 мая 1961      | 8 октября 1961 | Национальная партия | [ комм. 21 ]   | (Стрейдом)       | [ 24 ] [ 25 ] |
| 6 (I—III) | 8 октября 1961 | Хендрик Френс Фервурд (1901—1966) африк. Hendrik Frensch Verwoerd         | 30 марта 1966    | 1961           | Национальная партия | Фервурд—I      |                  | [ 24 ] [ 25 ] |
| 6 (I—III) | 30 марта 1966  | Хендрик Френс Фервурд (1901—1966) африк. Hendrik Frensch Verwoerd         | 6 сентября 1966  | 1966           | Национальная партия | Фервурд—II     |                  | [ 24 ] [ 25 ] |
| и. о.     |                | Теофилус Эбенгазер Дёнгес (1898—1968) африк. Theophilus Ebenhaezer Dönges | 6 сентября 1966  | 1966           | Национальная партия | Фервурд—II     | 13 сентября 1966 | [ 30 ] [ 31 ] |
| 7 (I—IV)  |                | Балтазар Йоханнес Форстер (1915—1983) африк. Balthazar Johannes Vorster   | 13 сентября 1966 | 1966           | Национальная партия | 22 апреля 1970 | Форстер—I        | [ 32 ] [ 33 ] |
| 7 (I—IV)  | 22 апреля 1970 | Балтазар Йоханнес Форстер (1915—1983) африк. Balthazar Johannes Vorster   | 24 апреля 1974   | 1970           | Национальная партия | Форстер—II     |                  | [ 32 ] [ 33 ] |
| 7 (I—IV)  | 24 апреля 1974 | Балтазар Йоханнес Форстер (1915—1983) африк. Balthazar Johannes Vorster   | 30 ноября 1977   | 1974           | Национальная партия | Форстер—III    |                  | [ 32 ] [ 33 ] |
| 7 (I—IV)  | 30 ноября 1977 | Балтазар Йоханнес Форстер (1915—1983) африк. Balthazar Johannes Vorster   | 28 сентября 1978 | 1977           | Национальная партия | Форстер—IV     |                  | [ 32 ] [ 33 ] |
| 8 (I—II)  |                | Питер Виллем Бота (1916—2006) африк. Pieter Willem Botha                  | 28 сентября 1978 | 1977           | Национальная партия | Форстер—IV     | 29 апреля 1981   | [ 34 ] [ 35 ] |
| 8 (I—II)  | 29 апреля 1981 | Питер Виллем Бота (1916—2006) африк. Pieter Willem Botha                  | 14 сентября 1984 | 1981           | Национальная партия | П. Бота — I    |                  | [ 34 ] [ 35 ] |